# Бурдж-Халифа

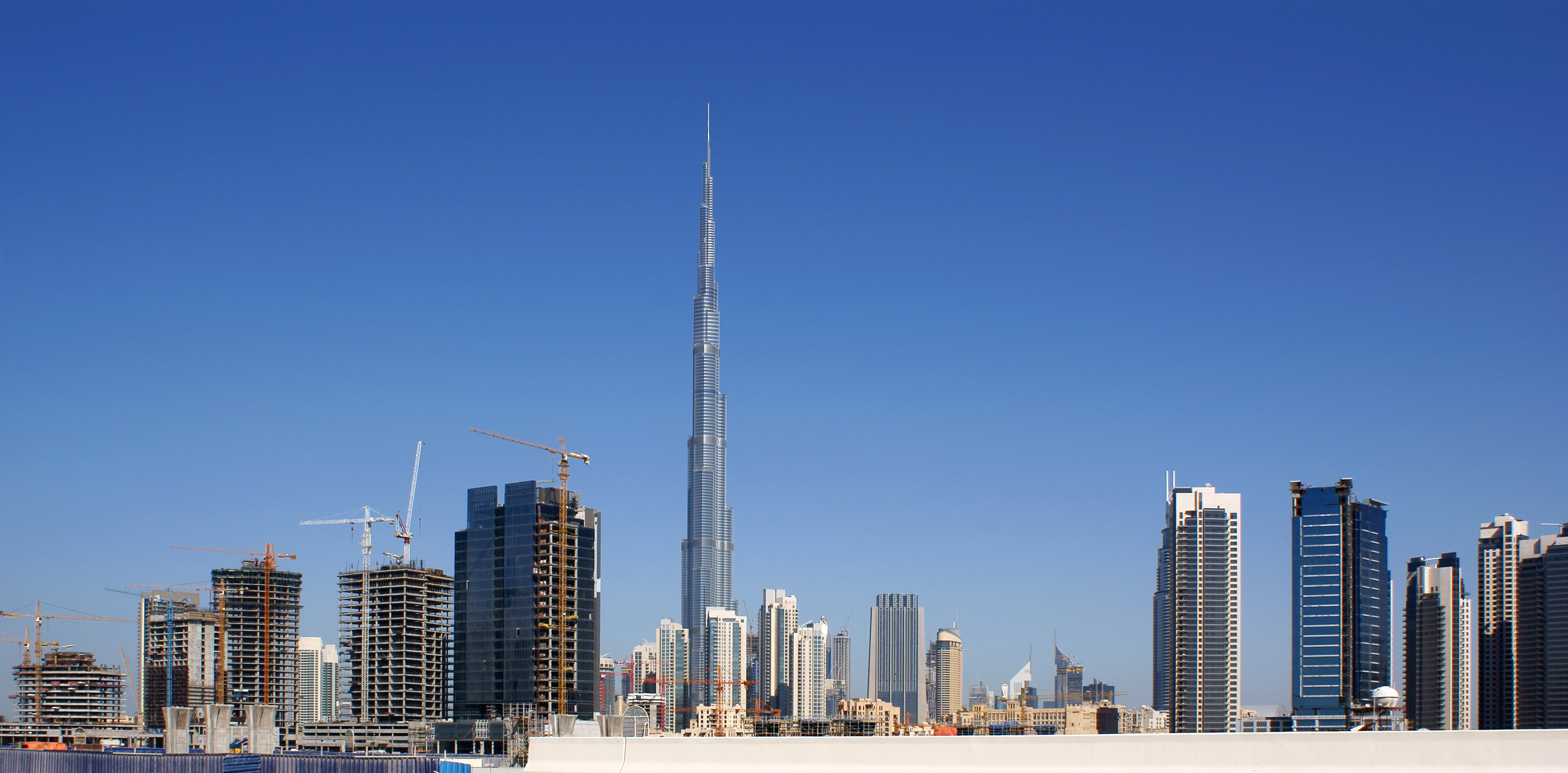
Панорама Дубая, 8 января 2010 года

«Бурдж-Хали́фа» (араб. برج خليفة‎ — «Башня Халифы», до 2010 года называлась «Бурдж-Дубай» — «Дубайская башня») — сверхвысотный небоскрёб высотой 828 метров в Дубае (ОАЭ), самое высокое и самое многоэтажное здание в мире, а также самое высокое сооружение. Уступчатая форма здания напоминает сталагмит.
Торжественная церемония открытия состоялась 4 января 2010 года. Здание планировали открыть 9 сентября 2009 года одновременно с Дубайским метрополитеном, но открытие перенесли на январь 2010 года из-за сокращения финансирования со стороны застройщика.
С 21 июля 2007 года — самое высокое строение в мире. С 19 мая 2008 года — самое высокое когда-либо существовавшее сооружение в мире (до этого рекорд принадлежал упавшей в 1991 году Варшавской радиомачте). Точная высота сооружения составляет 828 м при 163 этажах, причём 180 метров приходится на самый длинный в мире шпиль.
Открывая небоскрёб, к тому моменту известный во всём мире под названием «Бурдж-Дубай» («Дубайская башня»), правитель эмирата Дубай, нынешний вице-президент и премьер-министр ОАЭ шейх Мохаммед ибн Рашид Аль Мактум переименовал его, посвятив здание президенту ОАЭ шейху Халифе ибн Заиду Аль Нахайяну:

«Отныне и навсегда эта башня будет носить имя „Халифа“ — „Бурдж Халифа“»

## Проект здания
«Дубайская башня» проектировалась как «город в городе» — с собственными газонами, бульварами и парками. Общая стоимость сооружения — 1,5 млрд долларов. Проект небоскрёба был разработан американским архитектурным бюро Skidmore, Owings and Merrill, которое также проектировало Уиллис-тауэр в Чикаго, Всемирный торговый центр 1 в Нью-Йорке и многие другие известные здания.
Автор проекта — американский архитектор Эдриан Смит, уже имевший опыт проектирования подобных сооружений (в частности, он участвовал в проектировании небоскрёба Цзинь Мао в Китае высотой 420 м). В качестве генерального подрядчика застройки было выбрано строительное подразделение южнокорейской компании Samsung, которая ранее участвовала в строительстве башен-близнецов Петронас в Куала-Лумпуре.

### Высота здания
«Бурдж-Халифа» изначально планировался как самое высокое здание в мире. Когда небоскрёб ещё строился, его проектная высота держалась в тайне. Это было сделано на тот случай, если где-то будет спроектирован небоскрёб большей высоты — тогда в проект дубайской башни могли бы внести корректировки.
С начала строительства вокруг окончательной высоты небоскрёба существовало множество слухов. Первоначально предполагалось, что проект башни высотой 705 м будет видоизменённым проектом австралийской «Grollo Tower» (560 м). Менеджеры проекта говорили о том, что высота будет гарантированно больше 700 м, то есть Бурдж-Халифа после завершения строительства в любом случае станет самым высоким сооружением на Земле. Некоторые источники говорили о 170 этажах в здании. В сентябре 2006 года сообщалось о конечной высоте 916 м, а затем и 940 м. Окончательная высота составила 828 м при 163 этажах (не включая технические этажи-уровни — 46 в шпиле и 2 в фундаменте).
4 января 2010 года, на официальном открытии грандиозного здания Бурдж-Халифа, сообщили, что окончательная высота здания равна 828 м, а не 818, как считалось раньше.

## Строительство
Строительство небоскрёба началось в 2004 году и шло со скоростью один—два этажа в неделю. Ежедневно на строительстве работало до 12 000 рабочих. На его создание ушло около 320 тысяч м³ бетона и более 60 тысяч тонн стальной арматуры. Бетонные работы были завершены после возведения 160-го этажа, далее шла сборка 180-метрового шпиля из металлических конструкций.
Специально для «Бурдж-Халифа» была разработана особая марка бетона, который выдерживает температуру до +50 °C. Бетонную смесь укладывали только ночью, а в раствор добавляли лёд.
В отличие от нью-йоркских небоскрёбов, фундамент «Бурдж-Халифа» не закреплён в скальном грунте. В фундаменте здания применялись висячие сваи длиной 45 м и диаметром 1,5 м. Всего таких свай около 200. Форма здания асимметрична, напоминает сталагмит, чтобы уменьшить эффект раскачивания от ветра.
Площадь поверхности здания примерно равна площади семнадцати футбольных полей. Здание отделано тонированными стеклянными термопанелями, уменьшающими нагрев помещений внутри (в Дубае бывают температуры свыше +50 °C), что уменьшает необходимость в кондиционировании. Стёкла «Бурдж-Халифа» ежедневно моют, но на мойку всей поверхности требуется около трёх месяцев.

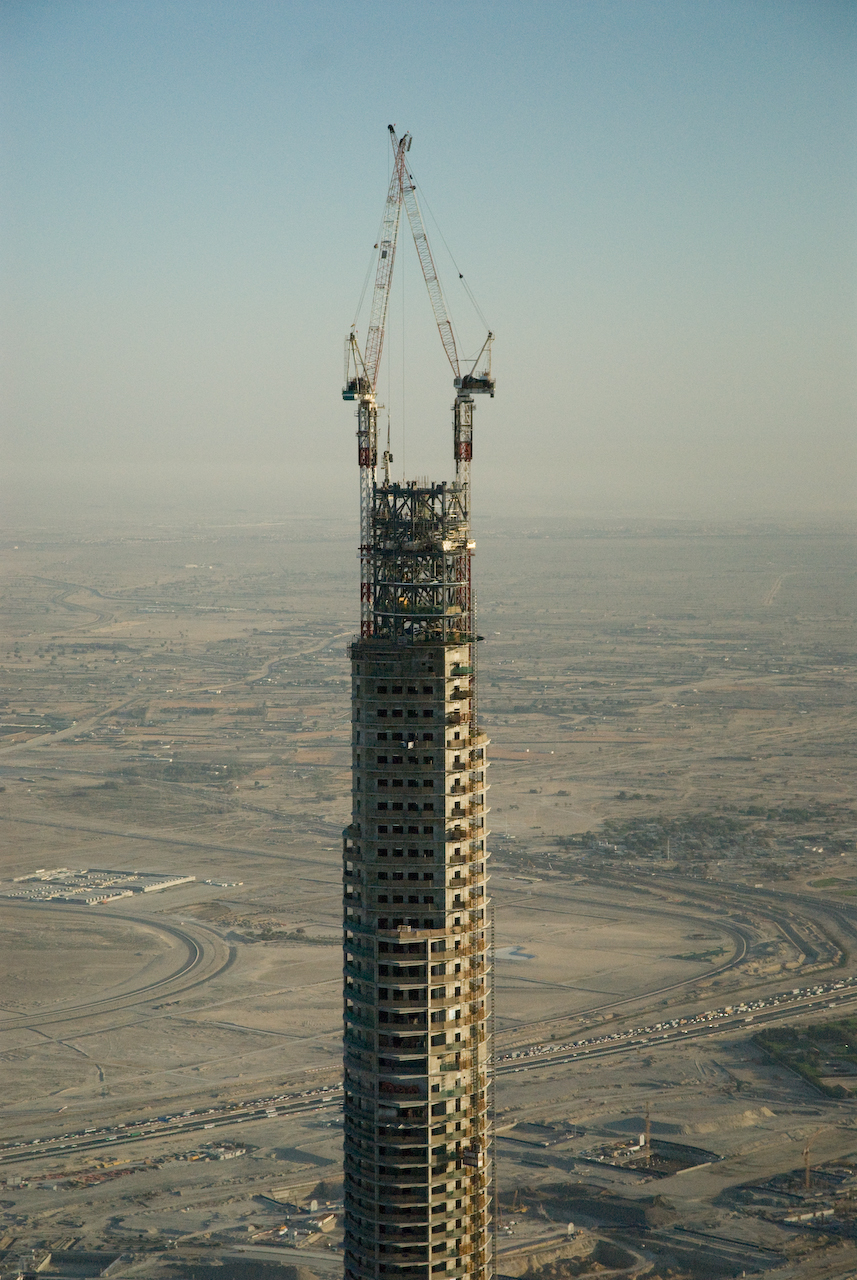
Бурдж-Халифа с вертолёта 11 марта 2008 года

### Хронология
- В феврале 2007 года высота сооружения превзошла высоту Уиллис-тауэр (443,2 м).
- 21 июля 2007 года высота превзошла высоту Тайбэя 101 (509,2 м).
- К 15 сентября 2007 года высота составила 555,3 м, побив рекорд для свободно стоящего сооружения, который до этого на протяжении 31 года удерживала Си-Эн Тауэр в Торонто.
- На 24 октября 2007 года высота 156-этажной железобетонной конструкции составила 585,7 м[10]. Оставшиеся 232 м будут представлять собой стальной шпиль.
- В январе 2008 года высота составила 589,5 м.
- 5 февраля 2008 года высота составила 604,9 м (завершено 159 этажей)[11].
- 8 апреля 2008 года высота достигла 630 м[12] над земной поверхностью.
- 12 мая 2008 года — 636,9 м, 164 завершённых этажа[13].
- 1 сентября 2008 года — 687,9 м[14][15].
- 26 сентября 2008 года — 707 м[11].
- 30 декабря 2008 года — 780 м[16].
- 17 января 2009 года достигнута заявленная высота 818 м.
- 4 января 2010 года состоялась церемония открытия для посетителей. Высота здания (828 м) до последнего хранилась в секрете[2].

## Структура
| Этаж          | Назначение                  |
| ------------- | --------------------------- |
| 160—163       | Технические                 |
| 156—159       | Связь и радиовещание        |
| 155           | Технический                 |
| 139—154       | Офисы                       |
| 136—138       | Технические                 |
| 125—135       | Офисы                       |
| 124           | Обсерватория «На верхушке»  |
| 123           | Смотровая площадка          |
| 122           | Ресторан «At.mosphere»      |
| 111—121       | Офисы                       |
| 109—110       | Технические                 |
| 100           | Апартаменты Б. Р. Шетти     |
| 77—108        | Квартиры                    |
| 76            | Спортзал, бассейны          |
| 73—75         | Технические                 |
| 44—72         | Квартиры                    |
| 43            | Спортзал, бассейны, терраса |
| 40—42         | Технические                 |
| 38—39         | Гостиница Armani            |
| 19—37         | Апартаменты Armani          |
| 17—18         | Технические                 |
| 9—16          | Апартаменты Armani          |
| 1—8           | Гостиница Armani            |
| Нулевые этажи | Гостиница Armani            |
| Вестибюль     | Гостиница Armani            |
| B1—B2         | Стоянка, технический        |

«Бурдж-Халифа» — ключевой элемент нового делового центра в Дубае. Внутри комплекса размещены отель, квартиры, офисы и торговые центры.
Здание имеет три отдельных входа: вход в отель, вход в апартаменты и вход в офисные помещения. Гостиница Armani и офисы фирмы занимают этажи с 1-го по 39-й (за исключением технических 17-го и 18-го этажей). Дизайн отеля разработал Джорджо Армани.
900 квартир занимают этажи 44—72-й и с 77—108-й.
Сотый этаж полностью принадлежит индийскому миллиардеру Б. Р. Шетти, здесь расположены три квартиры, каждая площадью примерно 500 м².
Офисные помещения занимают этажи 111—121-й, 125—135-й и 139—154-й. На 43-м и 76-м этажах расположены тренажёрные залы, бассейны, смотровые площадки с джакузи. Смотровая площадка, бывшая в течение нескольких лет самой высокой в мире, находится на 148-м этаже на высоте 555 м, вторая площадка находится на 124-м этаже на высоте 452 м. На 122-м этаже находится ресторан «Атмосфера» (англ. «At.mosphere») на восемьдесят мест — ресторан, расположенный на самой большой высоте в мире.
Искусственная башня над основным зданием несёт, помимо декоративной функции, ещё и коммуникационную, поскольку оборудована необходимой телекоммуникационной техникой.
Воздух внутри здания не только охлаждается, но и ароматизируется благодаря специальным мембранам. Этот аромат был создан специально для «Бурдж-Халифа». Ароматный и свежий воздух подается через специальные решётки в полу.
У подножья небоскрёба в искусственном озере площадью 12 га находится музыкальный фонтан Дубай. Фонтан освещают 6600 источников света и 50 цветных прожекторов. Длина фонтана составляет 275 м, а высота струй достигает 150 метров. Фонтан имеет музыкальное сопровождение из современных арабских и мировых музыкальных произведений.

### Лифты
В здании установлено 57 лифтов и 8 эскалаторов. При этом только служебный лифт поднимается с первого этажа на последний. Жильцам и посетителям небоскрёба придётся перемещаться между этажами с пересадками.
Существуют многочисленные упоминания в разных источниках о том, что в здании находятся самые быстрые в мире лифты, передвигающиеся со скоростью 18 м/с, однако на официальном сайте здания, а также на сайте производителя лифтов указано, что скорость данных лифтов достигает только 10 м/с.

### Система сбора воды
Во всём мире в качестве одной из зелёных технологий применяется система сбора дождевой воды для последующего её использования на различные хозяйственно-бытовые нужды и на полив зелёных насаждений. В Дубае дождей практически не бывает. Незначительные осадки выпадают в зимний период, поэтому организовывать сбор дождевой воды неразумно. Но жаркий и влажный климат в сочетании с высокими потребностями здания в охлаждении обусловливает образование значительного количества конденсата из окружающего воздуха.
В здании спроектировали систему сбора конденсата, который по системе трубопроводов доставляется в сборный резервуар в подвальных этажах здания. Собранная вода используется для орошения зелёных насаждений на территории комплекса. Данная система позволяет собирать ежегодно до 40 млн литров воды, которая обычно просто теряется в виде отходов эксплуатации, что особенно важно в таком регионе, где пресная вода является ограниченным и крайне ценным ресурсом.

## Трудовые споры
«Бурдж-Халифа» был построен в основном рабочими из Южной Азии. 17 июня 2008 года насчитывалось 7500 квалифицированных рабочих, занятых на строительной площадке.
В 2006 году газета The Guardian сообщала, что квалифицированные плотники на стройке получали 4,34 £ в день, а рабочие — 2,84 £ в день. По данным расследования BBC и Human Rights Watch, рабочие были размещены в ужасных условиях, их зарплата часто задерживалась, их паспорта были конфискованы работодателями, и они работали в опасных условиях, что привело к большому числу смертельных случаев и травм. Во время строительства башни Бурдж-Халифа сообщалось только об одном смертельном случае, связанном со строительством. Однако травмы и смертельные случаи на рабочем месте в ОАЭ «плохо документированы».
21 марта 2006 года около 2500 рабочих, недовольных отсутствием автобусов в конце своей смены, протестовали, наносили повреждения автомобилям, офисам, компьютерам и строительной технике. Официальное лицо министерства внутренних дел Дубая заявило, что мятежники нанесли ущерб почти на 500 000 £. Большинство участвовавших в беспорядках рабочих вернулось на следующий день, но отказалось работать.

## Рекорды, установленные зданием

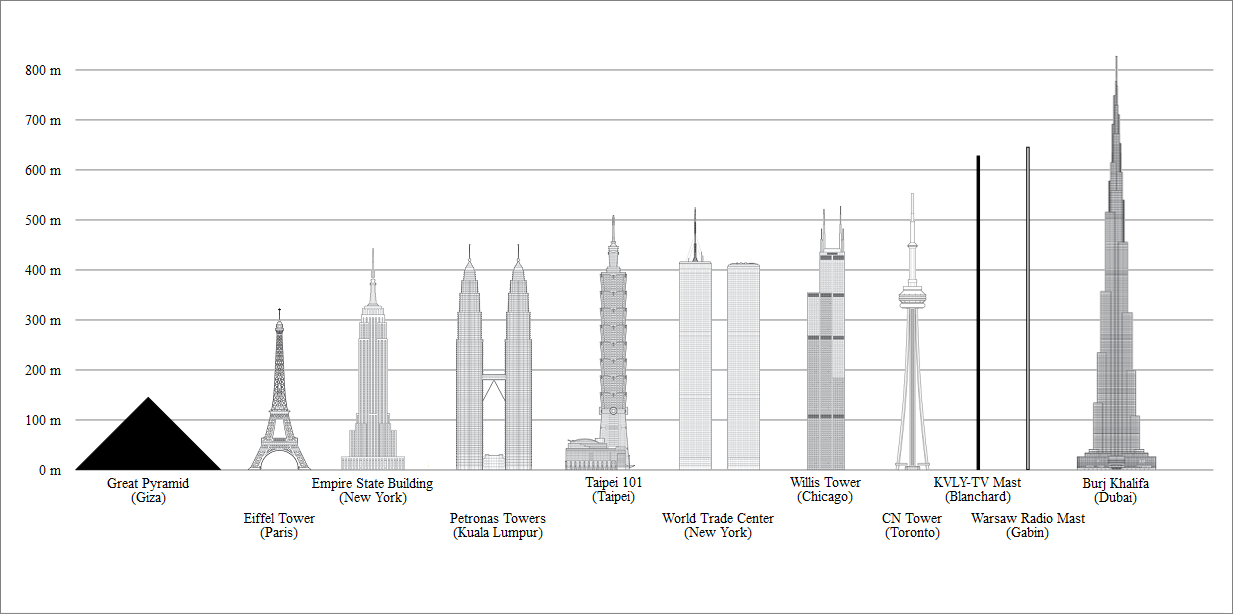
Бурдж-Халифа в сравнении с другими высотными сооружениями

- высочайшее наземное сооружение за всю историю человеческого строительства — 828 м (до 2008 года рекорд принадлежал Варшавской радиомачте — 646 м);
- высочайшее наземное сооружение из ныне существующих — 828 м (ранее рекорд принадлежал телерадиомачте KVLY — 628 м);
- высочайшее свободно стоящее сооружение — 828 м (предыдущий рекорд — 553,3 м у башни Си-Эн Тауэр);
- высочайшее здание — 828 м (предыдущий рекорд — 508 м у небоскрёба Тайбэй 101);
- здание с наибольшим количеством этажей — 163 (предыдущий рекорд — 110 у небоскрёбов Уиллис-тауэр и разрушенных башен-близнецов);
- здание с самым высоко расположенным последним этажом[25];
- самый высокий лифт[25];
- самый быстрый лифт — 18 м/с[26], однако официальный сайт и сайт компании производителя лифтов, установленных в Бурдж-Халифа, сообщают о скорости 10 м/с[27][28].
- наибольшая высота нагнетания бетонной смеси для зданий — 601,0 м (предыдущий рекорд — 449,2 м у небоскрёба Тайбэй 101);
- наибольшая высота нагнетания бетонной смеси для любых сооружений — 601,0 м (предыдущий рекорд — 532 м у ГЭС Рива-дель-Гарда);
- самая высоко расположенная смотровая площадка — на 148 этаже на высоте 555 метров[29];
- самый высоко расположенный ресторан — ресторан Атмосфера («At.mosphere») на 122 этаже на высоте 442 м (предыдущий рекорд принадлежал ресторану «360» на высоте 350 м в Си-Эн Тауэр)[30][31].

## Соревнование с другими проектами
Строящиеся:
- 928-метровая Башня в Дубай-Крик Харбор в Дубае, но в 2020 году стройка временно приостановлена из-за пандемии COVID-19.
- 1007-метровая Башня Джидды в городе Джидда на берегу Красного моря[32], однако с начала 2018 года строительство башни остановлено по финансовым причинам.

Предложенные:
- 1400-метровый Небоскрёб Нахиль, ранее известный как Аль-Бурдж (англ. The Tower) планировался к постройке в 50 км от Бурдж-Дубая в районе Дубай-Уотерфронт. Ввиду мирового финансового кризиса столь дорогостоящий проект был официально отменён в декабре 2009 года[33].
- 200-этажный небоскрёб Мурьян-Тауэр (англ. Murjan Tower) в Бахрейне высотой 1022 м;
- 1001-метровый небоскрёб Мубарак аль-Кабир Тауэр (англ. Burj Mubarak al-Kabir) в Кувейте;
- 975-метровый небоскрёб Miapolis в Майами[34]

## Фотогалерея

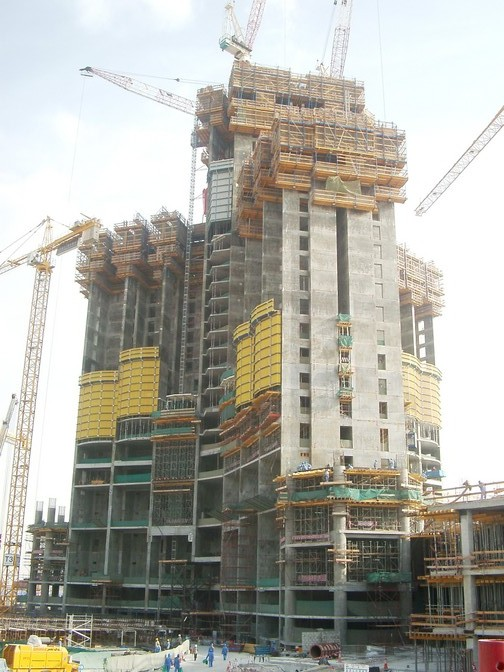
1 февраля 2006 года
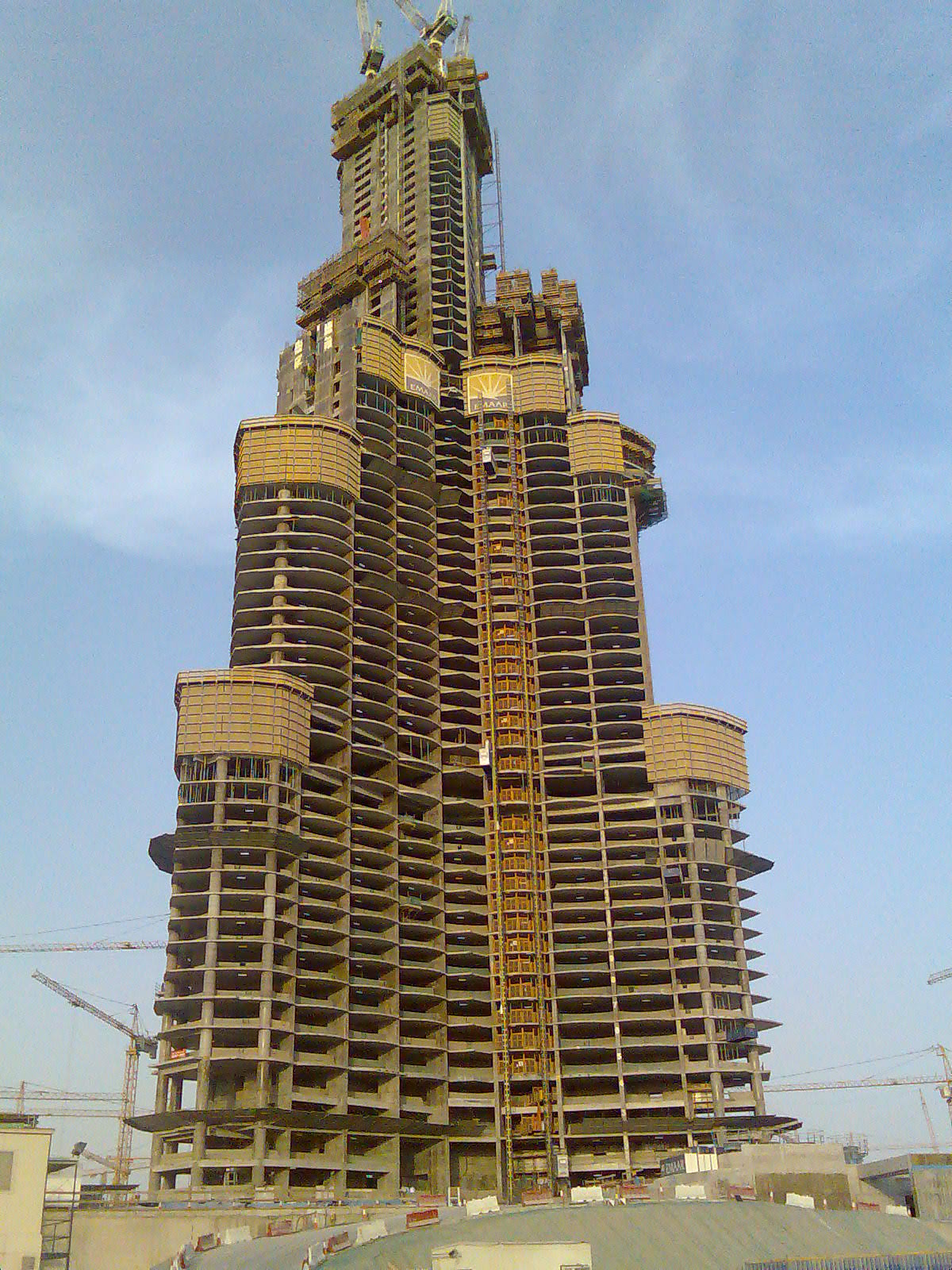
29 августа 2006 года
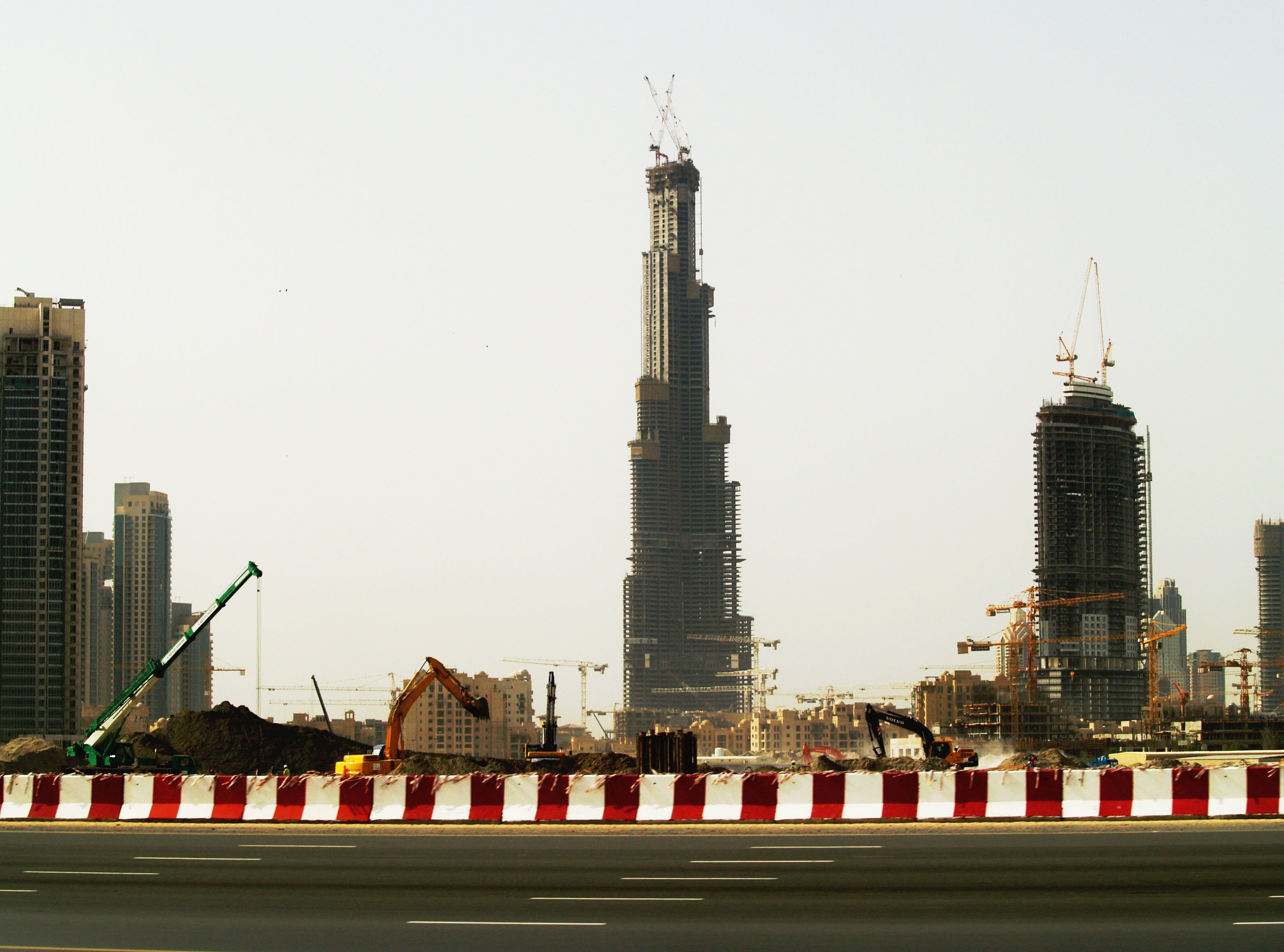
21 марта 2007 года
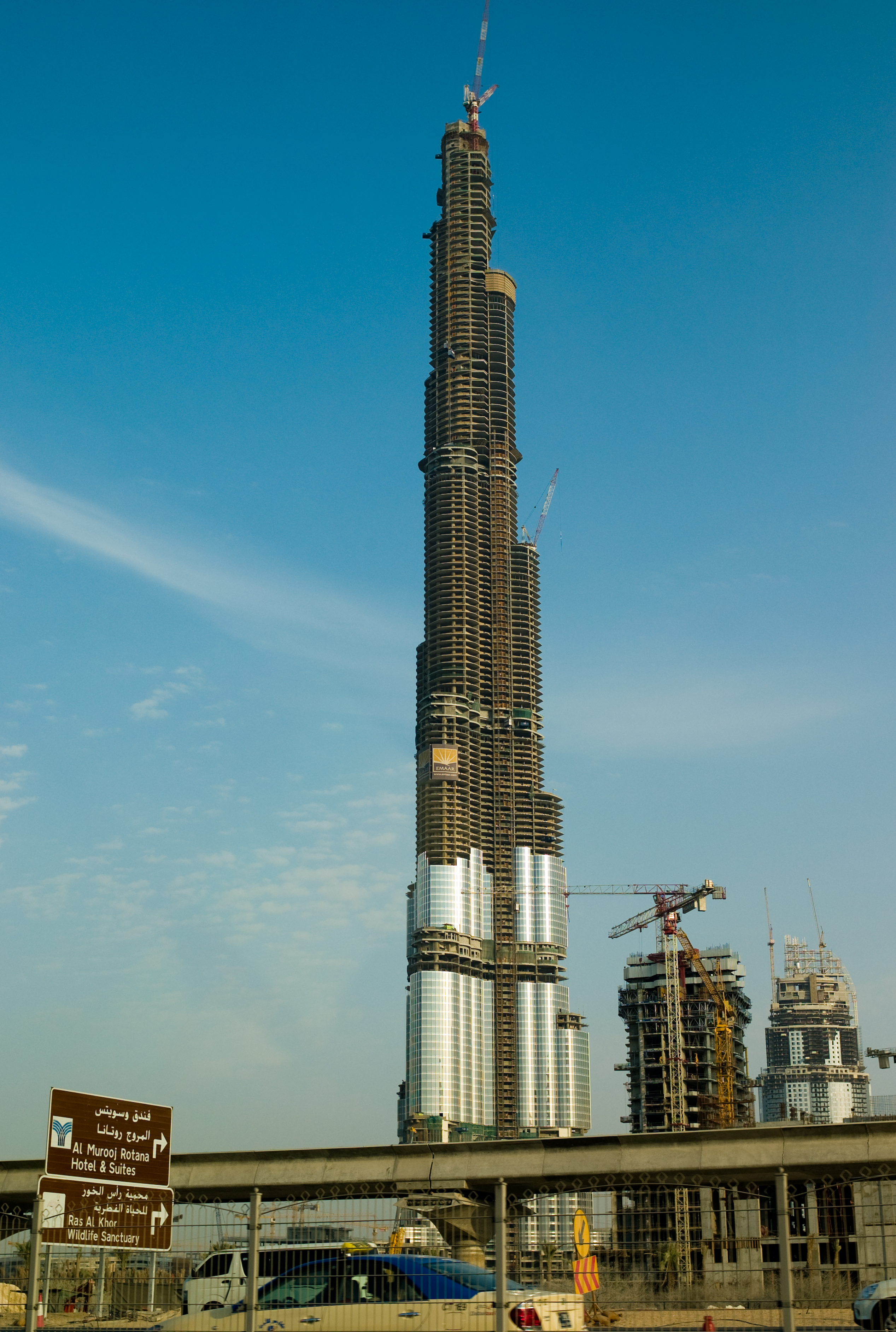
4 декабря 2007 года
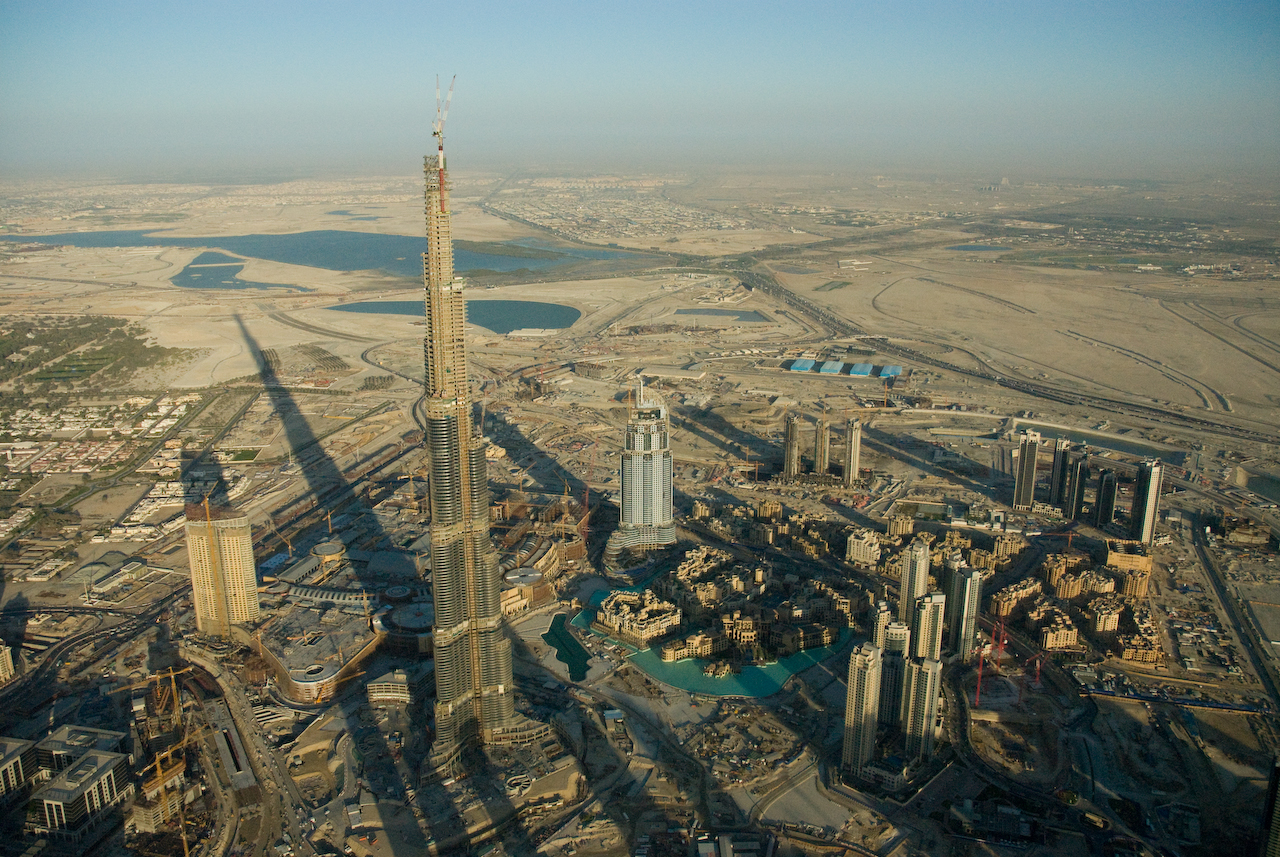
11 марта 2008 года